# Aurelie Timi Egbaimo
Aurelie Timi Egbaimo (* 27. Mai 2007 in Wien) ist eine österreichische Handballspielerin.

## Karriere

### Jugend
Egbaimo begann bei den MGA Fivers Handball zu spielen. 2020/21 und 2021/22 lief sie in der Jugend der Handball Wölfe Wien auf. Seit 2022/23 ist die Kreisläuferin in Jugendbewerben für Hypo Niederösterreich aktiv. Mit dem Team aus Niederösterreich konnte sie 2023 die österreichische Meisterschaft im unter 15 Bewerb gewinnen und wurde als beste Spielerin auf ihrer Position ins Allstar-Team gewählt.

### Profisport
Seit 2023/24 läuft Egbaimo für Hypo Niederösterreich in der WHA Meisterliga auf. Sowohl 2023/24 als auch 2024/25 feierte sie mit den Niederösterreicherinnen den Meister- und Cuptitel.

### Auswahlmannschaften
Für die österreichische Jugend-Nationalmannschaft nahm Egbaimo an der U-19-Handball-Europameisterschaft der Frauen 2025 teil und belegte mit dem Team den vierten Platz und wurde als beste Kreisläuferin des Turniers ausgezeichnet. Für die österreichische A-Nationalmannschaft absolvierte sie bislang vier Partien.

## Erfolge
- Hypo Niederösterreich
  - 2× Österreichischer Meister 2023/24, 2024/25
  - 2× Österreichischer Pokalsieger 2023/24, 2024/25

## Saisonstatistik

### WHA Meisterliga
| Saison    | Verein                | Spielklasse     | Spiele | Tore | 7-Meter | Feldtore |
| --------- | --------------------- | --------------- | ------ | ---- | ------- | -------- |
| 2023/24   | Hypo Niederösterreich | WHA Meisterliga | 014    | 021  | 0/0     | 021      |
| 2024/25   | Hypo Niederösterreich | WHA Meisterliga | 024    | 037  | 0/0     | 037      |
| 2023–2025 | gesamt                | WHA Meisterliga | 038    | 058  | 0/0     | 058      |